# Исаев, Николай Викторович
Никола́й Ви́кторович Иса́ев (16 декабря 1975, Саратов — 11 октября 2002, с. Шалажи, Чечня; похоронен в Саратове) — старший сержант ВВ МВД, участник Второй чеченской войны, Герой Российской Федерации (2003, посмертно). Командир отделения 20-го Отряда специального назначения Приволжского округа Внутренних войск Министерства внутренних дел Российской Федерации.

## Биография
Родился 16 декабря 1975 года в городе Саратов. Русский. Окончил саратовскую среднюю школу № 44 и профессионально-техническое училище.
В 1994—1995 годах служил в Вооруженных Силах РФ. После увольнения в запас работал в народном хозяйстве и охранником в ЧОПе.
В 2000 году поступил на контрактную службу в 20-й Отряд специального назначения Приволжско-Уральского округа Внутренних войск МВД, за 2 года совершил 3 боевых командировки в Чечню.
10 октября 2002 года в составе группы спецназа из 14 человек (по другим данным, 7 человек) производил поиск бандформирования полевого командира Руслана Гелаева. В 5 км юго-западнее села Шалажи была замечена удаляющаяся в сторону горного лесного массива (по другим данным — наоборот, приближающаяся к селу) крупная банда. Решено было атаковать банду и удержать её до подхода основных сил (по другим данным, атака нужна была, чтобы не допустить вхождение боевиков в Шалажи, где они могли укрыться в домах, что увеличило бы потери среди мирного местного населения).
Спецназовцы настигли и уничтожили 4 боевиков из тылового дозора, однако на звук выстрелов вернулось всё бандформирование, численно в несколько раз превосходившее разведгруппу. Исаев, шедший впереди, своевременно увидел контратаковавших боевиков и точным автоматным огнём заставил их залечь, что предотвратило внезапный налёт боевиков и позволило спецназовцам занять оборону. В разгар боя Николай Исаев увидел целящегося в командира группы боевика-снайпера и закрыл офицера собой, получив тяжёлое ранение. Атака была отбита без потерь (боевики потеряли 10 человек), через несколько часов Николай был эвакуирован в госпиталь, но ранения оказались смертельными, и на следующий день, 11 октября 2002 года он скончался.
Похоронен в Саратове.
За мужество и героизм, проявленные при выполнении воинского долга в Северо-Кавказском регионе, Указом Президента Российской Федерации № 1070 от 15 сентября 2003 года старшему сержанту Исаеву Николаю Викторовичу посмертно присвоено звание Героя Российской Федерации. 4 ноября 2003 года эта награда была вручена его вдове.
Награждён медалью Суворова.
Первенство Саратовской области по рукопашному бою среди юношей носит имя Героя России Николая Исаева. Именем Героя России Исаева Н. В. названа одна из улиц в г. Саратове (микрорайон «Юбилейный»).